# Ārd Kolā
Ārd Kolā (persiska: آرد كُلا) är en ort i Iran.   Den ligger i provinsen Mazandaran, i den norra delen av landet, 140 km nordost om huvudstaden Teheran. Antalet invånare är 819.
Terrängen runt Ārd Kolā är platt, och sluttar norrut. Runt Ārd Kolā är det tätbefolkat, med 286 invånare per kvadratkilometer. Närmaste större samhälle är Babol, 10,2 km öster om Ārd Kolā. Trakten runt Ārd Kolā består till största delen av jordbruksmark.